# Шелев, Борис Сергеевич
Борис Сергеевич Шелев (16.06.1924, Винницкая область — 02.01.1997) — командир орудия 5-го отдельного истребительно-противотанкового дивизиона, старший сержант — на момент представления к награждению орденом Славы 1-й степени.

## Биография
Родился 16 июня 1924 года в городе Гайсин Винницкой области. Окончил 8 классов. Работал в совхозе.
В Красной Армии и на фронте в Великую Отечественную войну с сентября 1943 года. Освобождал Украину, Польшу, Чехословакию.
Наводчик орудия 5-го отдельного истребительно-противотанкового дивизиона младший сержант Шелев за период боёв с 10 по 30 марта 1944 года на территории Винницкой области в районе города Гнивань, посёлка Браилов, посёлка Ялтушков уничтожил свыше десяти противников, а также подавил огневую точку противника, мешавшую продвижению стрелкового подразделения.
Приказом командира 237-й стрелковой дивизии от 22 июня 1944 года за мужество, проявленное в боях с врагом, младший сержант Шелев награждён орденом Славы 3-й степени.
Командир орудия того же дивизиона и дивизии сержант Шелев с расчётом 14 марта 1945 года у населённого пункта Кол Петрова подбил вражеский танк и рассеял до взвода пехоты.
Приказом по 1-й гвардейской армии от 6 апреля 1945 года сержант Шелев награждён орденом Славы 2-й степени.
7 мая 1945 года в бою у населённого пункта Жаковице старший сержант Шелев вывел из строя пулемёт и свыше десяти противников.
Указом Президиума Верховного Совета СССР от 15 мая 1946 года за мужество, отвагу и героизм, старший сержант Шелев Борис Сергеевич награждён орденом Славы 1-й степени.
Всего за войну подбил четыре танка, уничтожил несколько пулемётных и миномётных точек.
В 1947 году демобилизован. Жил в Киеве. Работал на Дарницком опытно-экспериментальном ремонтном заводе, слесарем-сантехником в ремонтно-строительном управлении. Скончался 2 января 1997 года. Похоронен в Киеве на Лесном кладбище.
Награждён орденами Славы 1-й, 2-й и 3-й степени, Отечественной войны 1-й степени, медалями.